# Auxiliary power unit

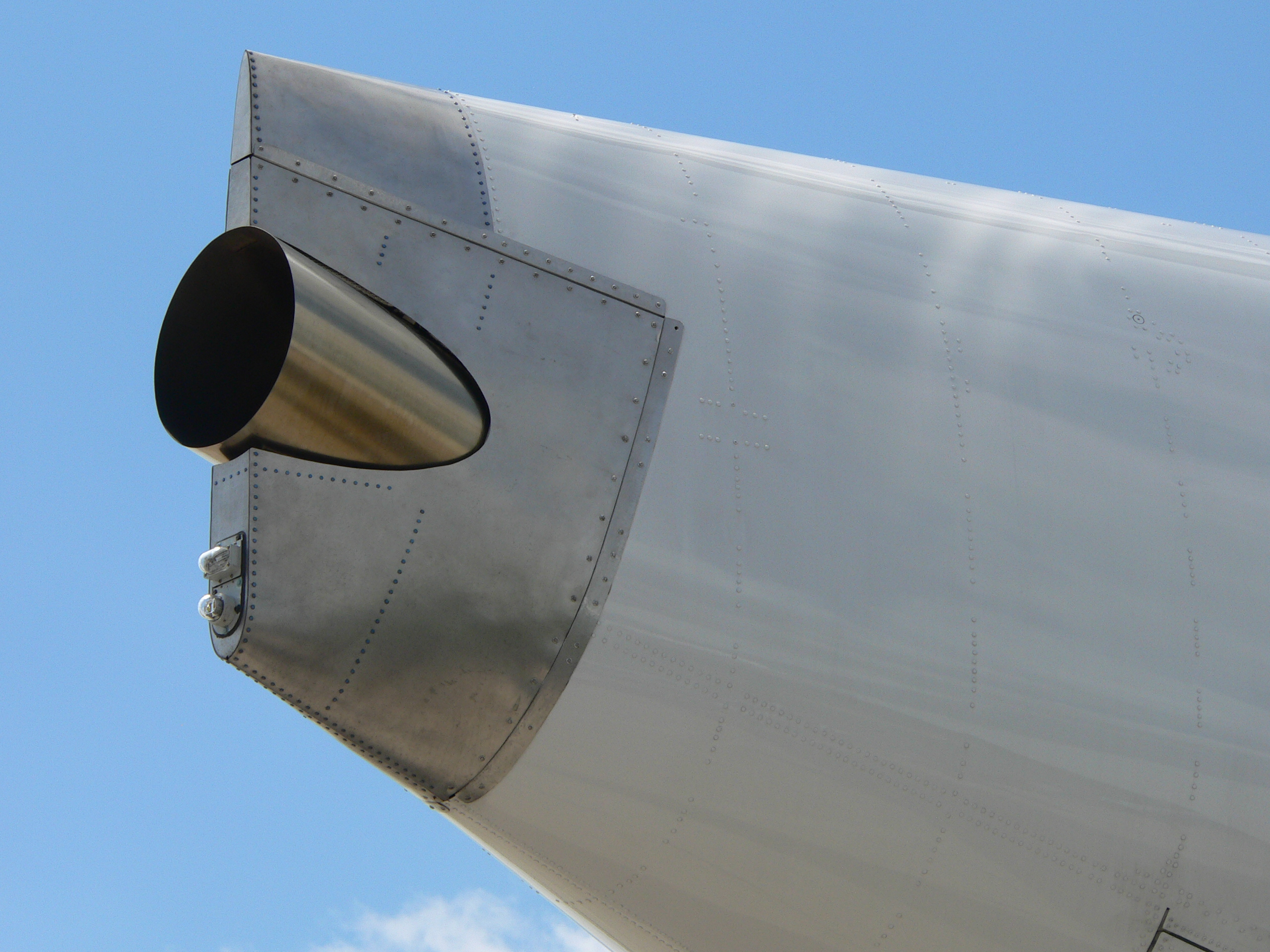
APU do Airbus A380

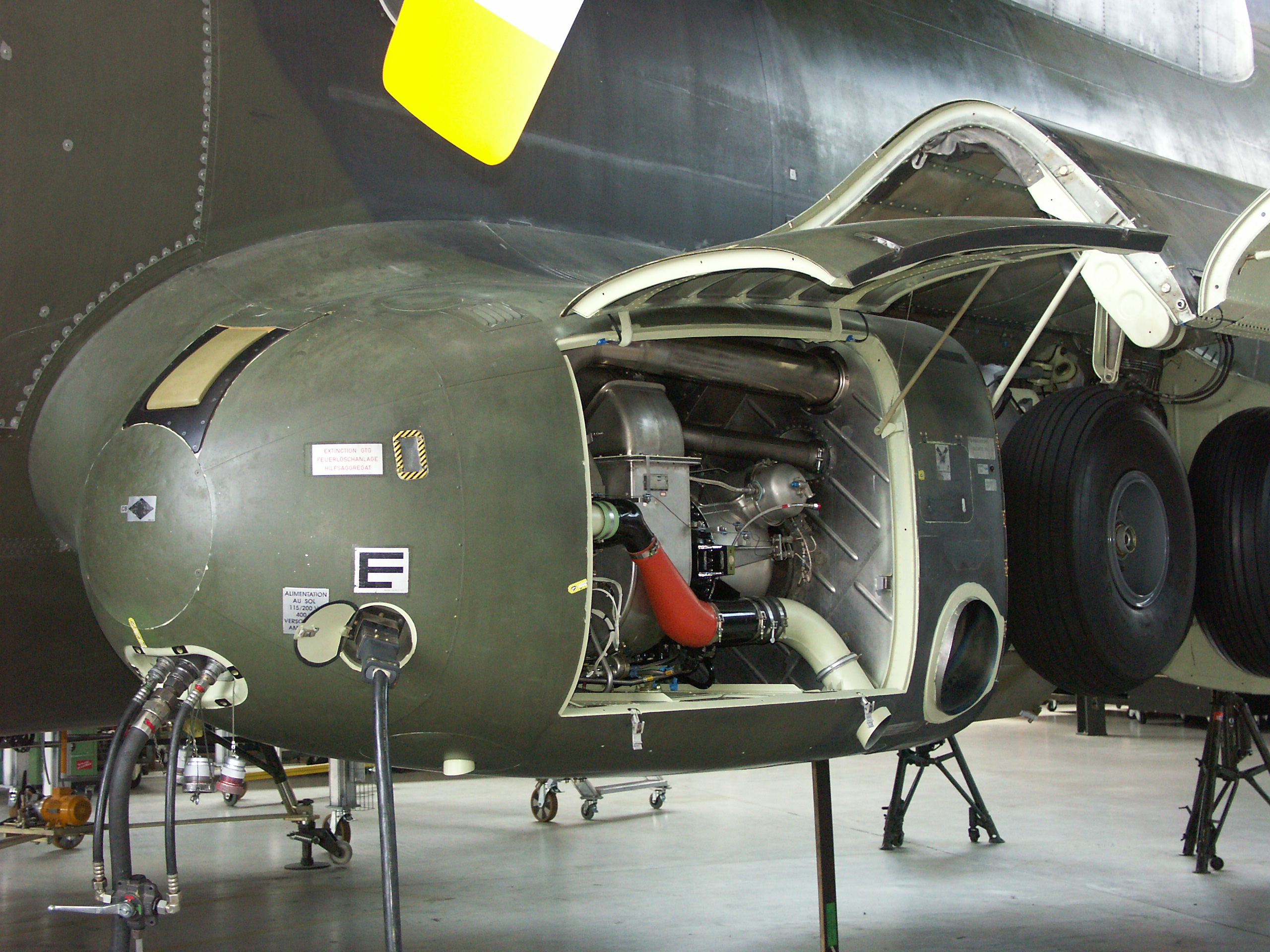
APU do Transall C-160

A Auxiliary Power Unit ou Unidade Auxiliar de Energia (APU) é um aparelho em veículos que provê energia para outras funções além da propulsão, que já é gerada por uma unidade primária. Eles são muitas vezes encontrados em grandes aeronaves, da mesma forma que em alguns grandes veículos terrestres.

## Aeronaves

### Funções do APU

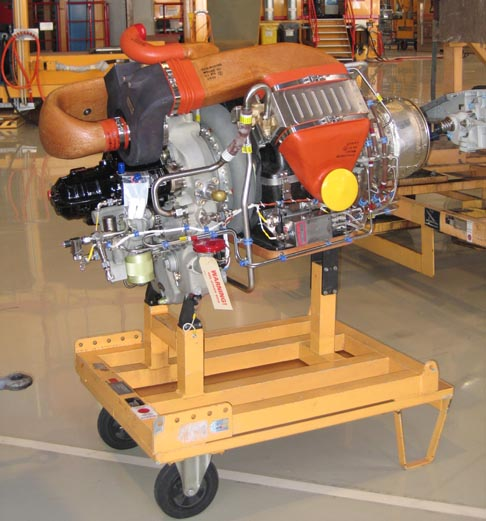
APIC APS3200 APU para o Airbus 318/319/320/321

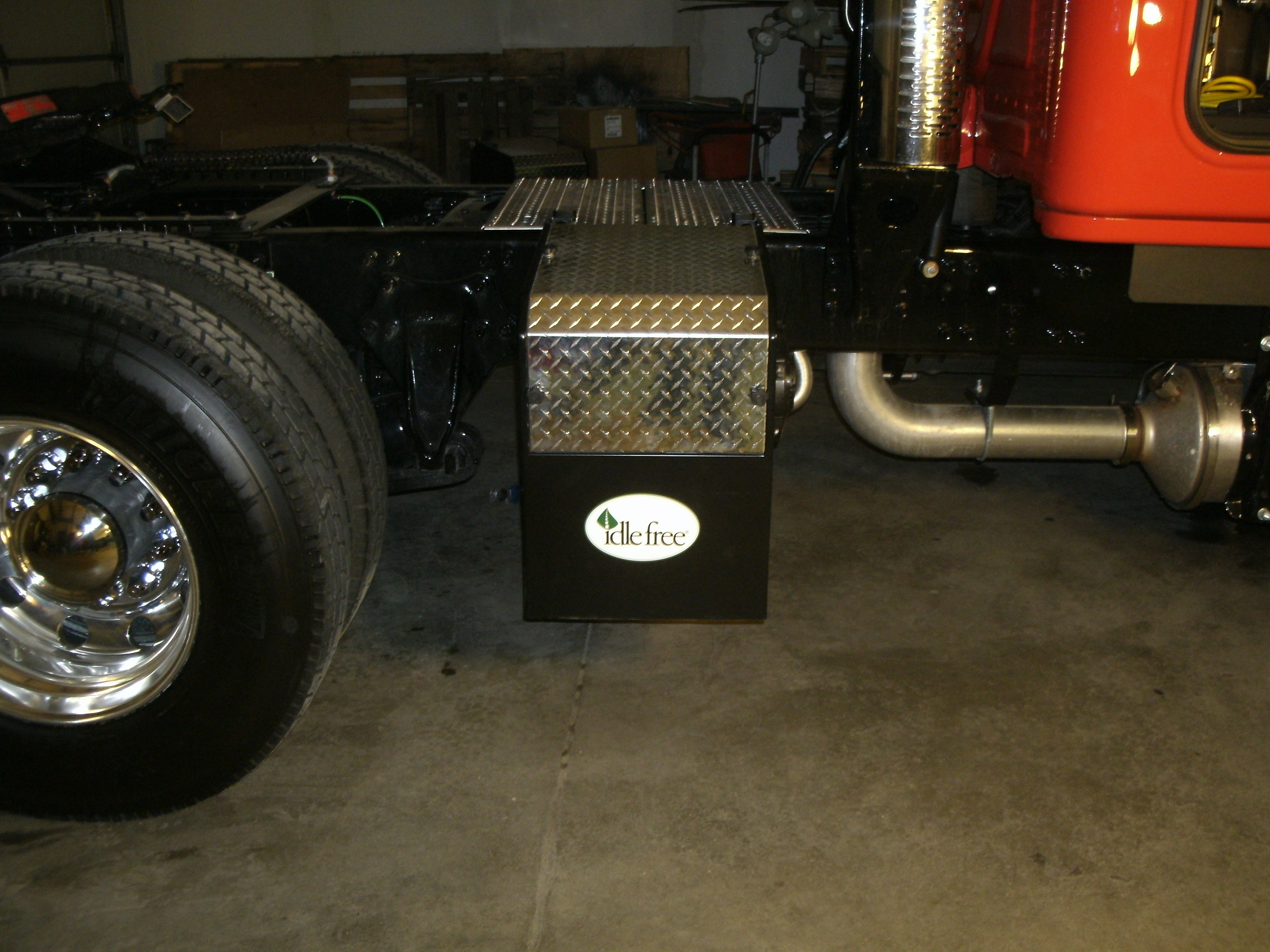
APU em um caminhão.

O objetivo primário de um APU em uma aeronave é prover energia para iniciar os motores principais. Motores à turbina devem ser acelerados a uma velocidade rotacional alta para obter compressão suficiente do ar para se manter sem auxílio de outro equipamento. Outros pequenos motores a jato são usualmente iniciados com o auxílio de um motor elétrico, enquanto grandes motores utilizam normalmente um motor à turbina para auxiliar na ignição. Antes que os motores estejam a ser ligados, o APU é iniciado, normalmente por uma bateria ou acumulador hidráulico. Uma vez que o APU esteja funcionando, ele fornece fonte elétrica, pneumática ou hidráulica, dependendo do design, para dar ignição aos motores principais.
APUs também são utilizados para manter ligado outros acessórios enquanto os motores principais estão desligados. Isto permite à cabine continuar confortável enquanto os passageiros estão embarcando antes da aeronave ligar seus motores. Energia elétrica é utilizado para rodar sistemas para os cheques pré-voo. Alguns APUs também são conectados a uma bomba hidráulica, permitindo a tripulação operar equipamentos hidráulicos, como os Controles de Voo ou flaps antes de iniciar os motores. Esta função também pode ser utilizada, em algumas aeronaves, como um auxílio em voo em caso de falha de motor ou do sistema hidráulico.
Aeronaves equipadas com APUs podem também aceitar fontes externas de energia elétrica e pneumática de um equipamento de solo (GPU - Ground Power Unit) quando o APU está inoperante ou não é para ser utilizado.
APUs equipados em aeronaves ETOPS (Operações bi-motoras com alcance estendido - Extended-range Twin-engine Operations) são um equipamento crítico em favor da segurança, pois eles fornecem fontes de eletricidade e ar comprimido no lugar de um motor ou gerador em falha. Enquanto alguns APUs não podem ser ligados em voo, as aeronaves operadoras em ETOPS, devem ter os APUs que possam ser ligados em voo até o teto de serviço da aeronave. APUs recentes podem ser ligados em uma altitude de até 43.000 ft. (≈ 13.000 m), como o Hamilton Sundstrand APS5000 para o Boeing 787 Dreamliner. Se o APU ou o gerador elétrico não estiverem disponíveis, a aeronave não podem ser liberadas para voos ETOPS e é forçado a realizar uma etapa mais longa que seja não-ETOPS.

### História
O Boeing 727 em 1963 foi o primeiro transportador a jato a possuir um APU com turbina a gás, permitindo à aeronave operar em aeródromos menores, independente de facilidades de solo. O APU pode ser identificado em muitas aeronaves modernas por um tubo de escapamento na cauda das mesmas.

### Seções do APU
Um APU típico para aeronaves de transporte comercial possui três seções principais:  
- Seção de Energia
- Seção do Compressor e
- Seção de Caixa de velocidades